# Bebox

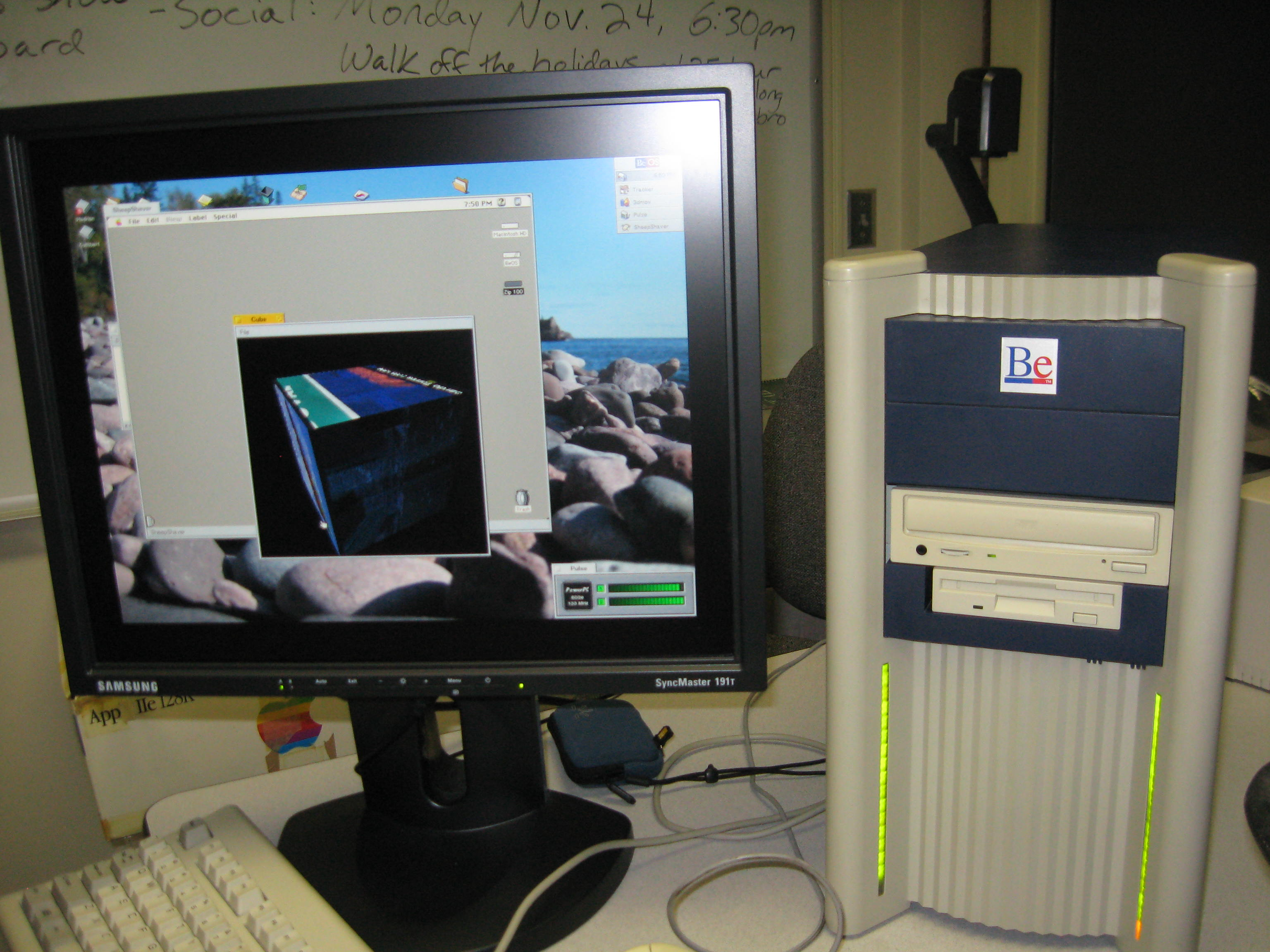
Bebox.

Bebox, formellt BeBox, är de PowerPC-baserade persondatorer företaget Be Inc. tillverkade för att köra BeOS på.

## Specifikation
Bebox skeppades med två PowerPC 603-processorer, SCSI-2 och Parallell ATA-portar, MIDI-port och en Geek port som användes i experimentellt syfte.

## Historia
Systemet blev inte långlivat då Be Inc. lade ner tillverkningen av maskinen efter knappt två år och fokuserade på sitt operativsystem BeOS som portades till Intel-plattformen och skulle konkurrera med Windows.
Trots att BeBoxen inte fanns ute på marknaden länge portades flera operativsystem till den. Det finns möjlighet att köra Linux, NetBSD, MacOS (via en produkt som heter Sheepshaver, version 7.5.2 - 8.6 av MacOS stöds) och Plan 9 på den.
Bebox tillverkades mellan 1995 och 1997.